# Лонгрич

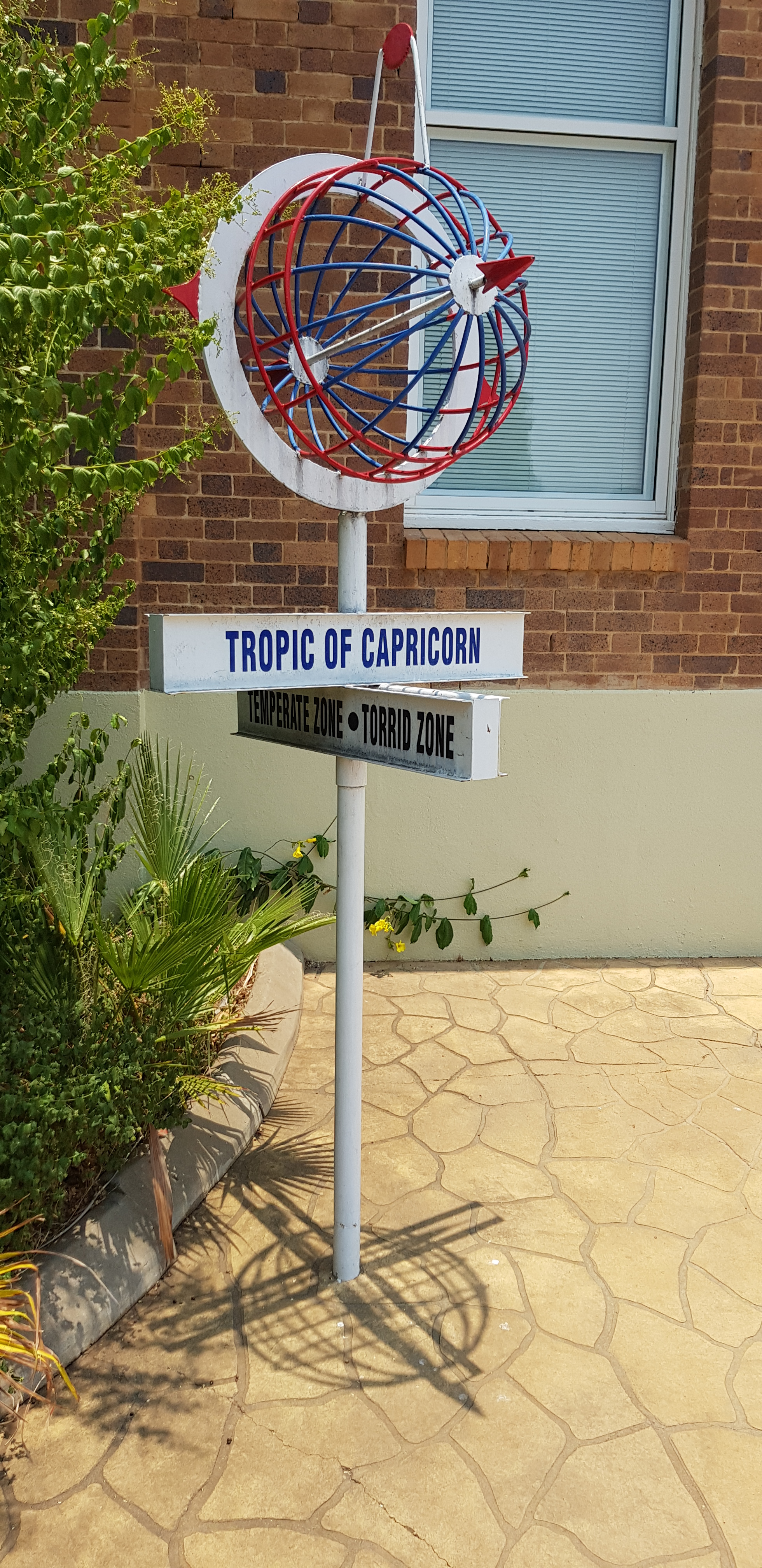
Возле Гражданского центра в Лонгриче, в середине дня летнего солнцестояния 2019 года. Город находится на тропике Козерога (тень прямо под знаком)

Лонгрич (англ. Longreach) — город (англ. town) и район в регионе Лонгрич (штат Квинсленд, Австралия). По данным переписи 2021 года, население Лонгрича составляло 3124 человека. Он является административным центром региона Лонгрич, который был создан в 2008 году в результате слияния бывших округов Лонгрич, Илфракомб и Айсисфорд. Лонгрич является известным туристическим центром благодаря своей авиационной истории.

## География
Лонгрич находится в Центрально-западном Квинсленде, примерно в 700 км от побережья, к западу от Рокгемптона. Город находится на тропике Козерога. Город назван в честь «длинного рукава» реки Томсон, на котором он расположен.
Национальный парк Лохерн находится в юго-западной части населённого пункта (ранее эта территория относилась к Верджмонту).
Основными отраслями промышленности района являются скотоводство, овцеводство и, в последнее время, туризм.
Шоссе Лендсборо входит в Лонгрич с юго-востока (Илфракомб), проходит через город и затем выходит на северо-запад (Корфилд). Центральная западная железнодорожная линия проходит по тому же маршруту, город обслуживается железнодорожной станцией Лонгрич. Дорога развития Томсона начинается в городе и проходит через юго-восточную часть населённого пункта (ненадолго пересекая самую западную часть Илфракомба), а затем выходит на юг (Стоунхендж).
В Лонгриче улицы названы в честь видов птиц, причем улицы, идущие с востока на запад, названы в честь водоплавающих птиц, а улицы, идущие с севера на юг, — в честь сухопутных птиц. Главная деловая улица называется Орлиная улица. Другие улицы названы в честь Хадсона Фиша, пионера австралийской авиации, и Джеймса Уокера — фермера, мэра бывшего шира Лонгрича.

## Климат
Климат Лонгрича жаркий полузасушливый (Классификация климатов Кёппена: BSh, Trewartha: BShl), с очень жарким летом с умеренными дождями, тёплой или жаркой весной и осенью с периодическими дождями, и мягкой, сухой зимой.
| Показатель                                                                                      | Янв. | Фев. | Март | Апр. | Май  | Июнь | Июль | Авг. | Сен. | Окт. | Нояб. | Дек. |
| ----------------------------------------------------------------------------------------------- | ---- | ---- | ---- | ---- | ---- | ---- | ---- | ---- | ---- | ---- | ----- | ---- |
| Абсолютный максимум, °C                                                                         | 47,3 | 45,5 | 43,6 | 39,6 | 36,5 | 34,3 | 34,0 | 37,5 | 41,5 | 43,9 | 45,8  | 46,6 |
| Средний суточный максимум, °C                                                                   | 41,3 | 39,8 | 38,3 | 34,9 | 30,8 | 27,9 | 27,8 | 30,6 | 35,2 | 38,4 | 40,6  | 41,8 |
| Средняя температура, °C                                                                         | 30,4 | 29,4 | 28,0 | 24,4 | 19,8 | 16,5 | 16,0 | 17,7 | 22,1 | 26,0 | 28,6  | 30,2 |
| Средний суточный минимум, °C                                                                    | 19,7 | 19,4 | 16,6 | 12,2 | 6,4  | 3,0  | 1,7  | 3,2  | 6,8  | 11,5 | 15,5  | 18,0 |
| Абсолютный минимум, °C                                                                          | 13,4 | 14,5 | 8,7  | 2,9  | 0,5  | −1,5 | −2,9 | −0,9 | 2,0  | 4,2  | 9,3   | 11,8 |
| Среднее число дней с осадками                                                                   | 5,2  | 5,3  | 3,0  | 1,6  | 1,1  | 1,6  | 1,0  | 1,0  | 1,9  | 2,4  | 3,8   | 5,0  |
| Норма осадков, мм                                                                               | 76,3 | 77,6 | 39,2 | 19,2 | 12,7 | 21,9 | 10,2 | 8,9  | 15,9 | 20,6 | 36,0  | 56,7 |
| Средняя влажность, %                                                                            | 42,0 | 46,5 | 38,0 | 36,5 | 39,5 | 42,5 | 37,5 | 31,0 | 28,5 | 26,0 | 30,0  | 34,5 |
| Источник: Бюро метеорологии (1991—2020 нормальные значения), (1949—н.в. экстремальные значения) |      |      |      |      |      |      |      |      |      |      |       |      |

## История
Лонгрич находится на традиционных племенных землях народа инингаи. Регион распространения языка инингаи включает населённые пункты в границах местного самоуправления региона Лонгрич, особенно города Лонгрич, Барколдин, Матебаре и Эремек, а также владения станции Боуэн-Даунс и бассейны рек Корниш-Крик и Элис. Куунгкари (также известный как кунгкари и кункерри) — язык Западного Квинсленда. Регион распространения языка куунгкари включает населённые пункты в границах местных органов власти — шира Лонгрича и шира Блеколл-Тамбо.
Город Лонгрич был зарегистрирован в 1887 году, а почтовое отделение открылось 1 октября 1891 года. Центрально-западная железнодорожная линия достигла города 15 февраля 1892 года, что вызвало рост населения.
Государственная школа Лонгрич открылась 22 мая 1893 года, в ней обучалось 102 ученика, а в 1900 году Сёстры Представления Пресвятой Девы Марии основали начальную школу, которая стала Колледжем Богородицы. Начальная школа Святого Иосифа была основана в 1925 году. В 1935 году Колледж Богородицы расширился и начал предлагать среднее образование до 10 класса, став первой средней школой в Центральном Западном Квинсленде.
В 1911 году братья Комино открыли кафе на Игл-стрит, главной улице города. Кафе было известно как «Центральное кафе и американский бар братьев Комино», вероятно, потому, что в нём был фонтан с газировкой в американском стиле.
Железнодорожное почтовое отделение Лонгрича открылось к апрелю 1940 года и закрылось в 1962 году.
Государственная средняя школа Лонгрича открылась 24 января 1966 года. Государственная школа Эвешема открылась в бывшем посёлке Морелла 23 января 1967 года. Она была законсервирована 31 декабря 2009 года, а затем окончательно закрыта 31 декабря 2010 года.
В 1970 году королева Елизавета II, герцог Эдинбургский и принцесса Анна совершили турне по Австралии, включая Квинсленд. Турне было приурочено к пятидесятилетию основания компании The Queensland and Northern Territory Aerial Services, Limited (Qantas). После нескольких дней, проведенных в городе Брисбен, королева Елизавета II и герцог Эдинбургский начали своё региональное турне, прилетев в Лонгрич. Основной целью их остановки в Лонгриче было посещение первой операционной базы первой авиакомпании Квинсленда, которая стала Австралийской заморской авиакомпанией. Во время визита они осмотрели выставку памятных вещей Qantas, включая копию первого самолёта компании, AVRO 504K 1921 года. Qantas Airways отметила свое столетие в 2020 году.
1 января 1986 года колледж «Our Ladies' College» переехал на территорию колледжа Святого Иосифа. В 1992 году к нему добавилось дошкольное учреждение. В конце 1994 года школа вернулась к статусу начальной школы (P-6). В 2002 году школа сменила название на Школу Богородицы (англ. «Our Ladies' College»).
Школа дистанционного образования Лонгрич (также известная как Школа воздуха Лонгрич) открылась 27 января 1987 года.
В начале апреля 2010 года Лонгрич пережил значительное нашествие саранчи, которое местные жители назвали худшим за последние три десятилетия.
Во время переписи населения 2011 года население Лонгрича составляло 3137 человек.
В январе 2019 года было принято решение сократить количество населённых пунктов в регионе Лонгрич, объединив населённые пункты к северу и западу от города Лонгрич в населенный пункт Лонгрич. К объединённым населённым пунктам относятся: Камула, Чоррегон, Эрнестина, Манеру, Морелла, Токал и Вергемонт. В результате этого слияния в регионе Лонгрич осталось только три населённых пункта: Лонгрич, Илфрекомб и Исисфорд.

## Места исторического наследия
В Лонгриче есть ряд объектов, включенных в список исторического наследия, в том числе:
- Шоссе Козерога[англ.]: железнодорожная станция Лонгрич[англ.][26];
- 111 Ибис-стрит: Центр скорой помощи Лонгрича[англ.][27];
- Лэндсборо-Хайвей[англ.]: Ангар Qantas[англ.][28];
- Лэндсборо-Хайвей (бывшая Морелла): Дарр-Ривер-Даунс[англ.][29];
- 12 Суон-стрит: бывшая электростанция Лонгрича[англ.][30].

## Объекты
В Лонгриче есть информационный центр для посетителей, плавательный бассейн, музей электростанции и парки. В городе есть магазины IGA, FoodWorks и Prices Plus. В рамках общенациональной реструктуризации компания Target Country закрыла свой магазин на Игл-стрит в апреле 2021 года.
Региональный совет Лонгрича управляет библиотекой Лонгрича по адресу Игл-стрит, 106.
Лонгричское отделение Квинслендской ассоциации сельских женщин имеет свои помещения на Дак-стрит. В бывшей Морелле (ныне часть Лонгрича) также есть отделение Квинслендской ассоциации сельских женщин.
До 2021 года в Лонгриче действовал местный кинотеатр. Star Cinema Longreach проработал 33 года, после чего закрылся из-за пандемии COVID-19 и роста популярности потоковых сервисов. До строительства современного кинотеатра Star Cinema в 1988 году фильмы показывали в кинотеатре Roxy. Кинотеатр Roxy был перестроен и вновь открыт в 1953 году после пожара, уничтожившего первоначальное помещение в 1952 году, что вынудило временно показывать фильмы в здании администрации.

## Образование
Longreach State School — государственная начальная школа (Ранний детский возраст—6) для мальчиков и девочек по адресу 125 Ибис-стрит. В 2017 году в школе обучалось 197 учеников, работали 19 учителей и 17 непедагогических работников.
Longreach State High School — государственная средняя школа (7—12) для мальчиков и девочек на улице Джабиру. В 2017 году в школе обучалось 179 учеников, работало 24 учителя и 16 непедагогических работников.
Longreach School of Distance Education — государственная начальная и средняя (Ранний детский возраст—10) школа для мальчиков и девочек на Джеймс-Уолкер-Драйв. В 2017 году в школе обучался 181 ученик, работали 28 преподавателей и 15 непедагогических работников.
Longreach State School Special Education Program — программа специального образования для начальной и средней школы (Ранний детский возраст—12) в Longreach State School на Кингфишер-стрит.
Our Lady’s Catholic Primary School — католическая начальная школа (подготовительный этап — 6) для мальчиков и девочек по адресу 85 Игл-стрит. В 2017 году в школе обучался 91 ученик, работали 10 учителей и 7 непедагогических работников.

## Средства массовой информации
Еженедельно выходит газета Longreach Leader. Район Лонгрич также обслуживается несколькими местными радиостанциями, включая ABC Western Queensland и коммерческие станции 4LG и West FM.

## Достопримечательности

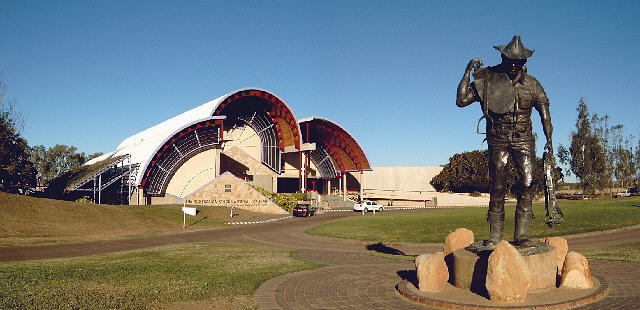
Зал славы австралийских скотоводов в Лонгриче

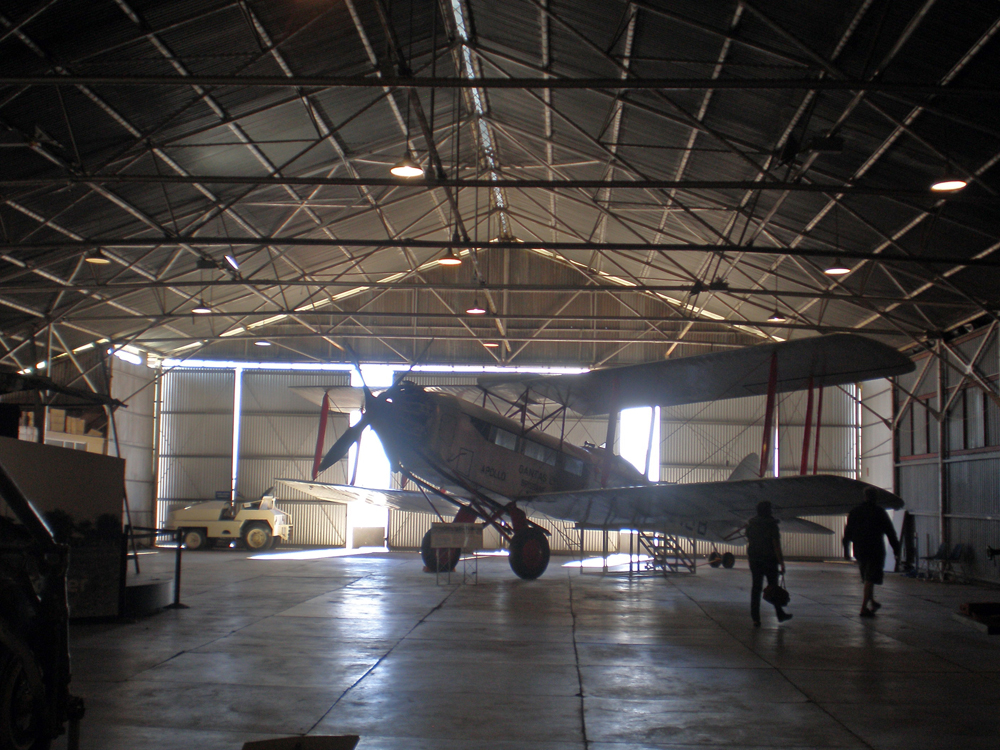
Третья старейшая в мире авиакомпания Qantas начала свою деятельность в Лонгриче, из этого ангара, который сейчас является частью Музея основателей Qantas.

В Лонгриче находится Зал славы австралийских скотоводов, который был официально открыт в 1988 году королевой Елизаветой II. Цель центра — показать историю и культуру жизни в сельской местности Австралии. С момента его открытия через его двери прошло более 1 миллиона человек.
Лонгрич был одним из центров основания Qantas — австралийской внутренней и международной авиакомпании, третьей старейшей авиакомпании в мире (после KLM и Avianca), основанной 16 ноября 1920 года в Уинтоне. Один из первоначальных ангаров авиакомпании до сих пор используется в аэропорту Лонгрича и внесён в Список национального наследия Австралии. Сейчас в городе находится Музей основателей Qantas, в котором представлены списанный самолёт Qantas Boeing 747-200 (регистрационный номер VH-EBQ, «Банбери») и первый реактивный самолёт Qantas, Boeing 707 (регистрационный номер VH-XBA, «Канберра»). В знак признания места города в истории компании, а также для того, чтобы подчеркнуть большую дальность полета лайнера, на всех самолётах Boeing 747-400 компании Qantas с обеих сторон фюзеляжа около первых дверей было написано «Longreach».
В городе находится кампус Лонгрич Австралийского сельскохозяйственного колледжа, который готовит студентов к работе в сельскохозяйственной и пастбищной отраслях. Ранее он был известен как Лонгричский сельскохозяйственный колледж. Кампус был открыт в 1967 году. Рядом с колледжем находится школа дистанционного образования Лонгрич, которая проводит дистанционные занятия для студентов. Раньше это осуществлялось по высокочастотной радиосвязи, а теперь с помощью телефонных линий и компьютерных сетей. Сельскохозяйственный колледж в Лонгриче закрылся в декабре 2019 года.

## Знаменитые жители
Среди известных жителей Лонгрича:
- Карл Баррон[англ.], стендап-комик, родился в Лонгриче;
- Лобби Лойд[англ.], гитарист групп Purple Hearts и Coloured Balls, родился в Лонгриче;
- Брюс Сондерс[англ.], член Законодательного собрания Квинсленда[англ.], родился в Лонгриче;
- Мэтью Скотт[англ.], футболист регби-лиги, родился в Лонгриче;
- Эдгар Таунер[англ.], обладатель Креста Виктории, умер в Лонгриче. Его могила является охраняемым местом.